# Рейттер, Георг (младший)
Гео́рг Ре́йттер (Младший) (нем. Johann Adam Joseph Karl Georg Reutter der Jüngere; 6 апреля 1708, Вена — 11 марта 1772, Вена) — австрийский композитор и дирижёр.

## Биография
Георг Рейттер родился в семье музыканта — композитора и органиста Георга Рейттера Старшего (1656—1738) и первоначально музыке обучался у своего отца, с 1686 года органиста собора Св. Стефана, а с 1715 — первого капельмейстера собора. Позже учился у Антонио Кальдары. С 1727 года ассистировал отцу в соборе, но долго не мог добиться официального назначения на должность органиста.
В 1731 году Рейттер был назначен придворным композитором с жалованием в 400 флоринов, но уже в 1733 году его жалование было повышено втрое в связи с необходимостью в значительной мере исполнять обязанности стареющих придворных капельмейстеров — И. Й. Фукса и Кальдары. В 1738 году, после смерти отца, стал первым капельмейстером собора Св. Стефана.
В 1769 году Рейттер был официально назначен придворным капельмейстером, фактически же исполнял эти обязанности с 1740 года. В
1740 году был возведён в дворянское достоинство.

## Творчество
Георг Рейттер Младший писал в первую очередь музыку для церкви; ему принадлежит около 80 месс, реквием и целый ряд сочинений небольших форм (молитв, песнопений), но далеко не все они сохранились.
Рейттер является также автором многочисленных и популярных в своё время опер, самая ранняя из которых предположительно была написана в 1727 году на именины императрицы Елизаветы. Многие оперы Рейттера написаны на либретто Пьетро Метастазио.
Рейттер является также автором концертов для различных солирующих инструментов, симфоний и музыки для клавесина.